# قوس وجني
القوس الوجني (بالإنجليزية: Zygomatic arch)‏ هو عظم يمتد من الأمام الجنبي لجمجمة الإنسان حتى فتحة الأذن.